# Clytoctantes alixii
A Clytoctantes alixii a madarak osztályának verébalakúak (Passeriformes) rendjébe és a hangyászmadárfélék (Thamnophilidae) családjába tartozó faj.

## Rendszerezése
A fajt Daniel Giraud Elliot amerikai zoológus írta le 1870-ben.

## Előfordulása
Dél-Amerika északnyugati részén, Kolumbia és Peru területén honos. A természetes élőhelye a szubtrópusi vagy trópusi síkvidéki- és hegyi esőerdők.

## Megjelenése
Testhossza 16–17 centiméter.

## Természetvédelmi helyzete
Az elterjedési területe kicsi és ez még ez is csökken, egyedszáma nem éri el a hétszázat és az is csökken. A Természetvédelmi Világszövetség Vörös listáján veszélyeztetett fajként szerepel.

## Külső hivatkozások
- Képek az interneten a fajról
- Xeno-canto.org - a faj hangja és elterjedési területe